# Porphyroglottis maxwelliae
Porphyroglottis maxwelliae är en orkidéart som beskrevs av Henry Nicholas Ridley. Porphyroglottis maxwelliae ingår i släktet Porphyroglottis och familjen orkidéer. Inga underarter finns listade i Catalogue of Life.